# Comuna Marfivka, Lenine
Marfivka (în ucraineană Марфівка) este o comună în raionul Lenine, Republica Autonomă Crimeea, Ucraina, formată din satele Krasnopillea, Marfivka (reședința), Novoselivka și Prudnîkove.

## Demografie
Componența lingvistică a comunei Marfivka
     Rusă (72,82%)
     Tătară crimeeană (17,72%)
     Ucraineană (7,67%)
     Alte limbi (0,89%)
Conform recensământului din 2001, majoritatea populației comunei Marfivka era vorbitoare de rusă (72,82%), existând în minoritate și vorbitori de tătară crimeeană (17,72%) și ucraineană (7,67%).